# Caragialeolog
Un caragialeolog este criticul sau istoricul literar, specializat în studierea operei lui Ion Luca Caragiale. Dintre cei mai cunoscuți amintim pe Șerban Cioculescu, Florin Manolescu, Alexandru Călinescu, Ștefan Cazimir.